# Souleymane Cissokho
Souleymane Cissokho, född den 4 juli 1991 i Dakar i Senegal, är en fransk boxare.
Han tog OS-brons i weltervikt i samband med de olympiska boxningstävlingarna 2016 i Rio de Janeiro..